# Belagerung von Toul
Weißenburg – Spichern – Wörth – Colombey – Straßburg – Toul – Mars-la-Tour – Gravelotte – Metz – Beaumont – Noisseville – Sedan – Sceaux – Chevilly – Bellevue – Artenay – Châtillon – Châteaudun – Le Bourget – Coulmiers – Amiens – Beaune-la-Rolande – Villepion – Loigny und Poupry – Orléans – Villiers – Beaugency – Nuits – Hallue – Bapaume – Villersexel – Le Mans – Lisaine – Saint-Quentin – Buzenval – Paris – Belfort
Die Belagerung von Toul, die vom 16. August 1870 bis zum 23. September 1870 dauerte, war eine Militäroperation im Deutsch-Französischen Krieg.

## Ausgangssituation
Nach der Schlacht bei Wörth am 6. August 1870 zog sich die Armee von Marschall Mac-Mahon über Nancy und Toul in Richtung auf das Lager von Châlons-en-Champagne zurück. Hierbei wurden seine Korps so energisch von den deutschen Truppen der 3. Armee unter Kronprinz Friedrich verfolgt, dass der Rückzug zur Flucht wurde. Teile der französischen Korps konnten sich zwar mit der Eisenbahn absetzen, jedoch wurde dem Vormarsch der deutschen Truppen kaum organisierter Widerstand entgegengebracht.

## Erster Abschnitt der Belagerung
Am 14. August wurde der befestigte Ort Marsal erobert und unter anderem 60 Geschütze erbeutet. Nancy wurde ohne größere Kämpfe genommen, die Einnahme der kleinen Festung von Toul am 16. August durch Teile des IV. Korps und des II. Bayerischen Korps scheiterte jedoch am Widerstand der Besatzung. An diesem ersten Eroberungsversuch war unter anderem das 5. Bayerische Infanterieregiment beteiligt, das dabei auch die zwei Tage vorher in Marsal eroberten Geschütze einsetzte. Man rechnete allerdings auch kaum mit längerem Widerstand der Franzosen an dieser Stelle. Ein Sturm der Festung wurde nicht versucht, die Belagerung beschränkte sich auf die Einschließung und sporadischen Artilleriebeschuss.

## Bedeutung der Festung
Die Festung von Toul blockierte die Bahnstrecke von Paris nach Nancy, die bis nach Straßburg führt. Dies spielte im August 1870 noch keine große Rolle, da das preußische Oberkommando zu diesem Zeitpunkt noch plante, die französische Armee in einer großen Feldschlacht zu vernichten. Als sich nach der Schlacht bei Sedan abzeichnete, dass es zu einer Belagerung von Paris kommen könnte, wurde die Unterbrechung der Bahnlinie bei Toul für die Versorgung der deutschen Truppen zum Problem. Es stand nur die Bahnstrecke Straßburg – Nancy – Toul – Paris zur Verfügung. Diese war zwar im weiteren Verlauf durch die Sprengung eines Tunnels auch unterbrochen, aber die Eroberung von Toul war ein vermeintlich leichter zu lösendes Problem. Das deutsche XIII. Armeekorps unter Großherzog Friedrich Franz II. von Mecklenburg-Schwerin, bestehend aus der 17. Infanterie-Division (Generalleutnant Gustav von Schimmelmann) und der 2. Landwehr-Division (Generalmajor Leonhard von Selchow) wurde beauftragt, die Festung Toul einzunehmen und die Bahnlinie für die Versorgung freizumachen.

## Zweiter Abschnitt der Belagerung
Die Belagerung begann am 12. September 1870. Die Festung war nach dem damaligen Stand der Technik bereits veraltet, die Beschießung begann jedoch nicht sofort, da zu diesem Zeitpunkt noch Friedensverhandlungen zwischen Otto von Bismarck und Jules Favre liefen, bei denen die Übergabe der belagerten Festungen von Straßburg, Toul und Verdun eine wesentliche Rolle spielte. Strittig war unter anderem, ob die Besatzungen freien Abzug erhalten oder in Kriegsgefangenschaft gehen müssten.
Um die Festung einzunehmen, wurde in der Zwischenzeit schwere Artillerie herangeführt, darunter auch neue gezogene 24-pfünder Kanonen. Der Beschuss begann am 23. September 1870. Die Festung hielt dem Beschuss für ca. acht Stunden stand und kapitulierte noch am gleichen Tag, ohne dass ein Sturmangriff stattgefunden hätte.
Erschwerend hatte sich für die Festungsbesatzung ausgewirkt, dass durch die 9. Kompanie des Großherzoglich Mecklenburgischen Grenadierregiments Nr. 89 in der Nacht vom 19. zum 20. September eine Mühle in Brand gesteckt worden war. Diese Mühle hatte sich im Vorfeld der Festung befunden und sie mit Mehl versorgt. Die noch vorhandenen Mehlvorräte konnten nicht abtransportiert werden, sodass sich in der Festung Toul die Versorgungslage in den folgenden Tagen erkennbar verschlechterte.
Über die Verluste liegen keine genauen Zahlen vor. Insgesamt gingen über 2300 französische Soldaten in Kriegsgefangenschaft und die Ausrüstung der Festung, unter anderem 71 schwere Geschütze, wurde erbeutet.

## Auswirkungen der Kapitulation
Für die Versorgung der deutschen Truppen vor Paris war die möglichst ungestörte Nutzung der Bahnlinie über Toul unerlässlich. Eine andere Bahnlinie über Metz war erst längere Zeit später verfügbar, nachdem die dortige Belagerung beendet worden war. Zusammen mit dem Fall von Straßburg am 28. September wurde jetzt ein großer Teil des für die Belagerung von Paris benötigten Materials, insbesondere schwere Geschütze verfügbar. Die deutschen Belagerungstruppen von insgesamt 63.000 Mann konnten für sonstige Aufgaben eingesetzt werden. Der Großherzog von Mecklenburg erhielt das Kommando über die Armeegruppe, die in den nächsten Monaten gegen die französische Loirearmee kämpfte.